# Parwanoo
Parwanoo è una città dell'India di 8.609 abitanti, situata nel distretto di Solan, nello stato federato dell'Himachal Pradesh. In base al numero di abitanti la città rientra nella classe V (da 5.000 a 9.999 persone).

## Geografia fisica
La città è situata a 30° 50' 17 N e 76° 57' 31 E.

## Società

### Evoluzione demografica
Al censimento del 2001 la popolazione di Parwanoo assommava a 8.609 persone, delle quali 5.270 maschi e 3.339 femmine. I bambini di età inferiore o uguale ai sei anni assommavano a 1.011, dei quali 547 maschi e 464 femmine. Infine, coloro che erano in grado di saper almeno leggere e scrivere erano 6.280, dei quali 3.898 maschi e 2.382 femmine.